# Transfictionnalité
La transfictionnalité est une pratique dans laquelle des éléments fictifs (personnages, lieux, univers de référence, données encyclopédiques, etc.) sont partagés par deux textes ou plus. 
La notion de « texte » doit ici être prise dans son sens large et désigne tout autant le texte littéraire que la bande dessinée, le jeu vidéo, le film, ou d'autres œuvres de fiction.

## Étymologie
Le terme transfictionnalité se composant de « trans » , préfixe du latin trans, signifiant « par-delà » , qui a en français le sens de « au-delà de qqch », « à travers » et qui marque le passage ou le changement, de l'adjectif « fictif », du latin pour qualifier une création de l'imaginaire pour dériver vers le nom féminin « fiction » définissant la création de l'imagination en littérature, et du suffixe « ité », du latin servant à former, à partir d'un adjectif, un nom indiquant une caractéristique.

## Apparition du terme
En 1996, Richard Saint-Gelais invente le terme « transfictionnalité » qu’il développera en détail quinze ans plus tard dans son ouvrage Fictions transfuges, La transfictionnalité et ses enjeux. Il y définit la transfictionnalité comme le « phénomène par lequel au moins deux textes, du même auteur ou non, se rapportent conjointement à une même fiction que ce soit par reprise de personnages, prolongement d’une intrigue préalable ou partage d’univers fictionnel. » 
Saint-Gelais soutient qu'entre les deux manifestations de l'élément fictif repris, il doit y avoir identité, ou du moins « prétention à l'identité », une simple similitude n'étant pas suffisante. Anne Besson parle d'ailleurs de la transfictionnalité comme du « voyage d’un nom et de ses principales caractéristiques entre plusieurs univers fictionnels ». Puisque les personnages ont bien souvent une identité reconnaissable, mieux définie qu'un objet ou un lieu, c'est souvent par eux que le lien transfictionnel est créé. 
Saint-Gelais propose de réunir sous le concept fédérateur de transfictionnalité une grande diversité de pratiques déjà abordées par d'autres chercheurs : le retour des personnages à la manière de Balzac, les suites, les cycles et séries en paralittérature, les univers partagés, les continuations au Moyen Âge, les spin-offs télévisés, les fanfictions, etc.

## Notions voisines
La transfictionnalité entretient des liens étroits avec le concept de transtextualité, tel que défini par Gérard Genette dans son ouvrage Palimpsestes, et plus particulièrement avec la notion d’hypertextualité. Même si le lien transfictionnel présuppose nécessairement une relation entre les textes, la transfictionnalité, au contraire de l'hypertextualité, s'intéresse moins aux rapports d'imitation et de transformation que les textes entretiennent qu'à la continuité diégétique qui peut être établie entre les fictions. Ainsi, « la grille d’analyse qu’elle [la transfictionnalité] convoque se déplace de l’écriture vers le narré ».
De plus, Marie-Laure Ryan propose, dans son écrit intitulé La transfictionnalité dans les médias, cinq critères qui permettraient de distinguer la transfictionnalité d'autres pratiques littéraires associées à la reprise telles que l'allusion, l'influence, l’emprunt ou encore l'imitation : « La transfictionnalité repose sur une relation entre deux textes distincts ; Ces deux textes doivent projeter des mondes distincts, mais apparentés l'un à l'autre Les auteurs doivent être distincts ; Le lecteur est supposé familier avec le texte transfictionnalisé ; La transfictionnalité ne cherche pas à déconstruire ni à démystifier le monde du texte transfictionnalisé mais, au contraire, tente de préserver son pouvoir immersif ». 